# 池城浩太朗
池城 浩太朗（いけしろ こうたろう、2001年11月15日 - ）は、日本の男子バレーボール選手である。

## 来歴
沖縄県沖縄市出身。
2017年、沖縄県立西原高等学校に進学。全日本高等学校選手権大会（春高バレー）に出場した。
2020年、日本体育大学に進学。2022年、関東大学1部秋季リーグでレシーブ賞を受賞。2023年の4年時に主将に就任。同年春季リーグで敢闘賞を受賞。2023-24シーズン、V.LEAGUE DIVISION1 MEN（V1男子）に所属するパナソニックパンサーズの内定選手となった。夏にも韓国のカップ戦であるKOVOカップに出場するパナソニックパンサーズのメンバーとして帯同していた。内定選手としてV1男子の試合に出場し、Vリーグデビューを果たした。
入団当初はアウトサイドヒッター登録であったが、2024年からリベロ登録に変更となった。

## 所属チーム
- 沖縄県立西原高等学校（2017-2020年）
- 日本体育大学（2020-2024年）
- パナソニックパンサーズ/大阪ブルテオン（2024年-）

## 受賞歴
- 2022年 - 関東大学1部秋季リーグ レシーブ賞
- 2023年 - 関東大学1部春季リーグ 敢闘賞